# Lucky (låt av Radiohead)
"Lucky" är en låt av det brittiska bandet Radiohead, utgiven på albumet OK Computer 1997. Den släpptes som singel i Frankrike i december 1997.

## Låtlista
1. "Lucky" – 4:19
2. "Meeting in the Aisle" – 3:10
3. "Climbing Up the Walls" (Fila Brazillia Mix) – 6:24

## Medverkande
- Thom Yorke - sång, elgitarr, laptop, programmering
- Colin Greenwood - elbas, synthbas
- Jonny Greenwood - elgitarr, mellotron, orgel
- Ed O'Brien - elgitarr, effekter, trummor, sång
- Philip Selway - trummor